# جپن دیسپلی
جپن دیسپلی (به انگلیسی: Japan Display) یک شرکت ژاپنی تولیدکننده ال‌سی‌دی است. در ۱۵ نوامبر ۲۰۱۱، سونی، هیتاچی و توشیبا برای ادغام بخش‌های تولیدکننده ال‌سی‌دیهای سایز کوچک و متوسط با آی ان سی جی به توافق رسیدند. حاصل این ادغام هم‌اکنون جپن دیسپلی نامیده می‌شود. آی ان سی جی با داشتن حدود ۷۰ درصد سهم به ارزش ۲٫۶ میلیارد دلار، سهام‌دار ارشد این شرکت است. تمرکز جپن دیسپلی، بر تولید ال‌سی‌دی‌های با سایز کوچک و متوسط، برای تلفن‌های همراه و تجهیزات اتوماسیون صنعتی است. این شرکت هم‌اکنون مشغول توسعه او ال ایی دی است.